# Сахаево
Сахаево (баш. Сахай) — деревня в Кармаскалинском районе Башкортостана, административный центр Сахаевского сельсовета. Согласно переписи 2020 года население составляло 1429 человек.

## Население
| 2002 | 2009  | 2010  |
| ---- | ----- | ----- |
| 1390 | ↗1569 | ↗1615 |

Национальный состав
Согласно переписи 2002 года, преобладающие национальности — татары (61 %), башкиры (35 %).

## Географическое положение
Расстояние до:
- районного центра (Кармаскалы): 18 км,
- ближайшей ж/д станции (Карламан): 3 км.

## Религия
В деревне есть мечеть «Аль-Фатиха» и мечеть.

## Известные уроженцы
- Ляпина, Нафиса Кабировна (род. 15 декабря 1933) — химик, Заслуженный деятель науки БАССР (1976), доктор химических наук (1983), профессор (1986), член-корреспондент АН РБ (1995)[6].